# Petelia pallidula
Petelia pallidula är en fjärilsart som beskrevs av William Schaus 1911. Petelia pallidula ingår i släktet Petelia och familjen mätare. Inga underarter finns listade i Catalogue of Life.